# Episodi di In aller Freundschaft (quarta stagione)
La quarta stagione della serie televisiva In aller Freundschaft è stata trasmessa in anteprima in Germania da Das Erste tra il 22 gennaio 2001 e il 17 dicembre 2001.
| nº | Titolo originale            | Prima TV Germania |
| -- | --------------------------- | ----------------- |
| 1  | Fahrerflucht                | 22 gennaio 2001   |
| 2  | Hallo, Schwester!           | 29 gennaio 2001   |
| 3  | Ein Häuschen im Grünen      | 5 febbraio 2001   |
| 4  | Die Mutprobe                | 12 febbraio 2001  |
| 5  | Antons Geheimnis            | 19 febbraio 2001  |
| 6  | Versöhnung                  | 5 marzo 2001      |
| 7  | Ein Unfall mit Folgen       | 12 marzo 2001     |
| 8  | Auch Clowns müssen weinen   | 19 marzo 2001     |
| 9  | Die Macht der Liebe         | 26 marzo 2001     |
| 10 | Der goldene Käfig           | 2 aprile 2001     |
| 11 | Die richtige Entscheidung   | 9 aprile 2001     |
| 12 | Die Kehrseite des Ruhmes    | 23 aprile 2001    |
| 13 | Starke Frauen               | 30 aprile 2001    |
| 14 | Ich brauche Dich!           | 7 maggio 2001     |
| 15 | Einsame Herzen              | 14 maggio 2001    |
| 16 | Der einsame Boxer           | 21 maggio 2001    |
| 17 | Die Braut meines Bruders    | 28 maggio 2001    |
| 18 | Du bist nicht allein!       | 11 giugno 2001    |
| 19 | Spätfolgen                  | 18 giugno 2001    |
| 20 | Vertrau mir!                | 25 giugno 2001    |
| 21 | Adel verpflichtet           | 3 settembre 2001  |
| 22 | Lieben heißt auch loslassen | 10 settembre 2001 |
| 23 | Kathrin in Not              | 17 settembre 2001 |
| 24 | Bis bald, Sarah!            | 24 settembre 2001 |
| 25 | Bleib bei mir!              | 1º ottobre 2001   |
| 26 | Der Kunstfehler             | 8 ottobre 2001    |
| 27 | Verwirrung der Gefühle      | 15 ottobre 2001   |
| 28 | Falsche Erwartungen         | 22 ottobre 2001   |
| 29 | Der Traum vom Glück         | 29 ottobre 2001   |
| 30 | Am Wendepunkt               | 5 novembre 2001   |
| 31 | Mein Freund Jack            | 12 novembre 2001  |
| 32 | Unverhofftes Wiedersehen    | 19 novembre 2001  |
| 33 | Ganz in Weiß                | 26 novembre 2001  |
| 34 | Der letzte Kampf            | 3 dicembre 2001   |
| 35 | Das Wagnis                  | 10 dicembre 2001  |
| 36 | Eine schöne Bescherung      | 17 dicembre 2001  |